# Transylvanosaurus
Transylvanosaurus (care înseamnă „șopârlă de dincolo de pădure”) este un gen extins de dinozaur ornitopod rabdodontid⁠(d), din perioada Cretacicului Târziu (Maastrichtian) din bazinul Hațegului, România. Specia tip este Transylvanosaurus platycephalus, cunoscută dintr-un craniu fragmentar.

## Descoperire și denumire
Specimenul holotip, LPB (FGGUB) R.2070, a fost descoperit în 2007 în „Stratele Pui” din secțiunea Văii Râului Bărbat din Bazinul Hațegului, județul Hunedoara, România. Această localitate este datată în perioada mijlocie a Maastrichtianului din Cretacicul Târziu. Ea constă dintr-un craniu fragmentar, care include basicraniumul articulat și oase frontale articulate.
În 2022, Transylvanosaurus platycephalus a fost descris ca un nou gen și specie de dinozauri ornitopozi din familia Rhabdodontidae de către Felix J. Augustin, Dylan Bastiaans, Mihai D. Dumbravă și Zoltán Csiki-Sava, pe baza acestor rămășițe. Numele generic, „Transilvanosaurus”, este derivat din cuvintele latine „trans”, care înseamnă „dincolo”, și „silva”, care înseamnă „pădure”, și din cuvântul grecesc „sauros”, care înseamnă „șopârlă” (σαύρος). Numele generic face referire la Transilvania, regiunea care conține localitatea tip a genului în bazinul Hațeg. Numele specific, „platycephalus”, combină cuvintele grecești „platys” (πλατύς), care înseamnă „lat”, și „kephale” (κεφαλῇ), care înseamnă „cap”, referindu-se la lățimea neobișnuită a craniului comparativ cu taxonii înrudiți.

## Clasificare
În analizele lor filogenetice, Augustin et al. (2022) au clasificat Transylvanosaurus ca membru al Rhabdodontidae⁠(d). Cladograma de mai jos afișează rezultatele analizelor lor filogenetice.
|  | Rhabdodon⁠(d) |
|  | |
|  | \| \| Transylvanosaurus \| \| \| \| \| \| Mochlodon vorosi⁠(d) \| \| \| \| \| \| Mochlodon suessi \| \| \| \| \| \| Zalmoxes shqiperorum \| \| \| \| \| \| Zalmoxes robustus \| \| \| \| |
|  | |
|  | Transylvanosaurus |
|  | |
|  | Mochlodon vorosi⁠(d) |
|  | |
|  | Mochlodon suessi |
|  | |
|  | Zalmoxes shqiperorum |
|  | |
|  | Zalmoxes robustus |
|  | |

|  | Transylvanosaurus    |
|  |                      |
|  | Mochlodon vorosi⁠(d)  |
|  |                      |
|  | Mochlodon suessi     |
|  |                      |
|  | Zalmoxes shqiperorum |
|  |                      |
|  | Zalmoxes robustus    |
|  |                      |

|  | Rhabdodon⁠(d) |
|  | |
|  | \| \| Transylvanosaurus \| \| \| \| \| \| Mochlodon vorosi⁠(d) \| \| \| \| \| \| Mochlodon suessi \| \| \| \| \| \| Zalmoxes shqiperorum \| \| \| \| \| \| Zalmoxes robustus \| \| \| \| |
|  | |
|  | Transylvanosaurus |
|  | |
|  | Mochlodon vorosi⁠(d) |
|  | |
|  | Mochlodon suessi |
|  | |
|  | Zalmoxes shqiperorum |
|  | |
|  | Zalmoxes robustus |
|  | |

|  | Transylvanosaurus    |
|  |                      |
|  | Mochlodon vorosi⁠(d)  |
|  |                      |
|  | Mochlodon suessi     |
|  |                      |
|  | Zalmoxes shqiperorum |
|  |                      |
|  | Zalmoxes robustus    |
|  |                      |

În ciuda acestor rezultate, Augustin et al. propun „relații deosebit de strânse” cu Rhabdodon, pe baza comparațiilor morfologice.